# Таваколи, Хусейн
Хусейн Таваколи (перс. حسین توکلی‎, 10 января 1978) — иранский тяжелоатлет, чемпион Азии и олимпийский чемпион.
Родился в Махмудабаде. В 1999 году стал чемпионом Азии. В 2000 году завоевал золотую медаль Олимпийских игр в Сиднее. В 2002 году стал бронзовым призёром Азиатских игр. В 2004 году стал обладателем серебряной медали чемпионата Азии.